# Museo Giannino Castiglioni

Palazzo del Comune di Lierna, Lago di Como, disegnato dal figlio Pier Giacomo Castiglioni

Il Museo Giannino Castiglioni è un museo civico diffuso con sede a Lierna. È dedicato all'artista Giannino Castiglioni che disegnò tutto il borgo di Lierna scolpendo molte aree tra cui le sue iconiche scalinate.
Nel suo studio di Lierna Castiglioni scolpì la porta di San Ambrogio del Duomo di Milano.
Il museo civico di Lierna comprende la Gipsoteca Giannino Castiglioni una gipsoteca allestita alla fine del 1999 che contiene oltre 350 opere catalogati e gessi provenienti dallo studio dello scultore liernese Giannino Castiglioni (gessi preparatori, bozzetti e repliche), che documentano l'intera evoluzione dell'attività dell'artista.

## Principali gessi
Tra i principali gessi si segnalano:
- I gessi dei monumenti scultorei della Porta del Duomo di Milano, che narrano la vita di San Ambrogio realizzati a Lierna da Castiglioni
- I gessi della Tomba del Papa
- La Fontana di San Francesco di Milano

## Archivio Giannino Castiglioni
Nel Museo Castiglioni si trova l'Archivio "Castiglioni". L'Archivio, donato dalla famiglia di Giannino Castiglioni al Comune di Lierna nel 1999 e poi ulteriormente ingrandito, comprende unità documentarie, cartace, progetti, tutte in catalogazione in un inventario informatizzato che sarà visibile a tutti su internet; una parte dell'Archivio è in fase di restauro.

## Storia
Il Museo nasce nel 2015 a seguito della donazione degli eredi avvenuta nel 2003, con cui il Comune di Lierna è entrato in possesso di circa 300 opere realizzate dallo scultore Giannino Castiglioni come studi preparatori in gesso, ma anche gli strumenti e disegni di lavoro di una delle porte del Duomo di Milano realizzati nel suo studio di Lierna. Questo primo nucleo del museo è ospitato nella sede comunale e nella Casa delle Associazioni.
Nel 2015 il comune ha intrapreso una complessa campagna di restauro conservativo di 24 opere, in accordo con la competente Soprintendenza per le Belle Arti e il Paesaggio. Gli obiettivi dichiarati sono di fornire un percorso museale in grado di raccontare al meglio la vita dello scultore, e la storia del territorio a loro legata, ma aprendo il museo anche alle opere di altri artisti e designer che hanno nei secoli valorizzato il territorio.